# تورینو دی سانجرو
تورینو دی سانجرو (به ایتالیایی: Torino di Sangro) یک کومونه در ایتالیا است که در استان کییتی واقع شده‌است. تورینو دی سانجرو ۳۲٫۳۱ کیلومتر مربع مساحت و ۳٬۱۳۹ نفر جمعیت دارد و ۱۶۴ متر بالاتر از سطح دریا واقع شده‌است.